# コージー・パウエル
コージー・パウエル（Cozy Powell、本名：Colin Flooks、1947年12月29日 - 1998年4月5日）は、イングランド出身のドラマー、ロックミュージシャン。
その実力を買われ数多くのロックバンドを渡り歩いた、ロック・ドラムヒーローの先駆者としても知られる。身長175cm。
ローリング・ストーン誌選出「歴史上最も偉大な100人のドラマー」43位。

## 略歴
12歳の時に、学校のオーケストラの一員としてドラムを始める。1960年代に、セミプロのポップ・バンド「ザ・ソーセラーズ」に加わり、ドイツのライブハウスを巡る。1968年にイギリス・バーミンガムに移り住み、ザ・ムーヴのベーシスト、エース・ケフォードの「エース・ケフォード・スタンド」やセッション・ドラマーとして活動する一方、ザ・ソーセラーズのメンバー、デイヴ・ボール、デニス・ボールらと「ビッグ・バーサ」を結成して活動する。

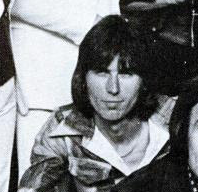
EMI主催ミッキー・モスト主賓のイベントにて（1974年）

1970年、ジェフ・ベックに見出され、1971年に第二期ジェフ・ベック・グループのドラマーとして名を上げる。

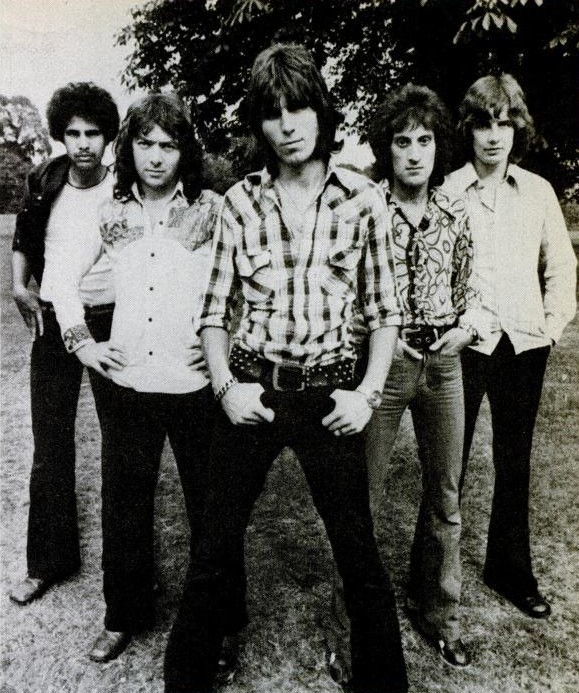
コージー・パウエルズ・ハマー時代(中央、1974年)

1972年にグループが消滅した後は、セッション・ドラマーとして仕事を続ける一方、1973年には元プロコル・ハルムのデイヴ・ボール（ギター）とベドラム（Bedlam）を結成して、フェリックス・パパラルディのプロデュースでアルバム『狂人どもの舞踏会』を発表した。またソロ名義のEP『Dance with The Devil』（1972年）が1974年になってスマッシュ・ヒット作となり、コージー・パウエルズ・ハマーを結成する。
1975年、リッチー・ブラックモア率いるレインボーのオーディションに応募し、第2期レインボーを支えるドラマーとなる。1979年に初のソロ・アルバム『オーヴァー・ザ・トップ』発表。「Theme one」は、『BBC Radio 1』および『BBC Radio 2』のオープニングおよびエンディングで使用されていた曲のカヴァーで、タイトル曲はチャイコフスキー「序曲1812年」に合わせてのドラム・ソロが収録されている。
1980年8月、レインボーを脱退。その活動が認められ、1980年代にはグラハム・ボネット、ロバート・プラント、マイケル・シェンカー・グループ、ホワイトスネイク、エマーソン・レイク・アンド・パウエル、ブラック・サバス等、ハード・ロックを代表するドラマーとして数々のレコーディングやバンド・メンバーとして契約した。1990年代には、ベーシストのニール・マーレイと組んで、ブライアン・メイやピーター・グリーンのバンドに参加。その他、イングヴェイ・マルムスティーン等と共演。
レーサーへの転向を考えて一時期音楽をやめたこともあるほど自動車の運転が好きだった。1998年4月5日未明、イギリス・ブリストル郊外の高速道路にて、サーブ・9000ターボをシート・ベルトをせず酩酊下で運転かつガールフレンドと携帯電話で会話しており、時速167kmで中央分離帯に衝突事故を起こし、この世を去る。その2ヶ月後に発売されたブライアン・メイのアルバム『アナザー・ワールド』が遺作となった。コリン・ブランストーンのアルバム『ザ・ライト・インサイド』が最後のレコーディングであるとの話もある。
2006年、約10年前にグレン・ティプトン、ジョン・エントウィッスルらと制作したアルバムが、ティプトン、エントウィッスル＆パウエル（Tipton, Entwistle & Powell）の名義で『エッジ・オブ・ザ・ワールド (Edge of the World)』として発表された。
そのイメージとは裏腹に音楽に対しては几帳面であり、音楽プロデュースの方面に携わることも多かった。これまで在籍していたバンドの貴重なデモテープを、個人で管理していたことが死後に判明している。

## 使用機材

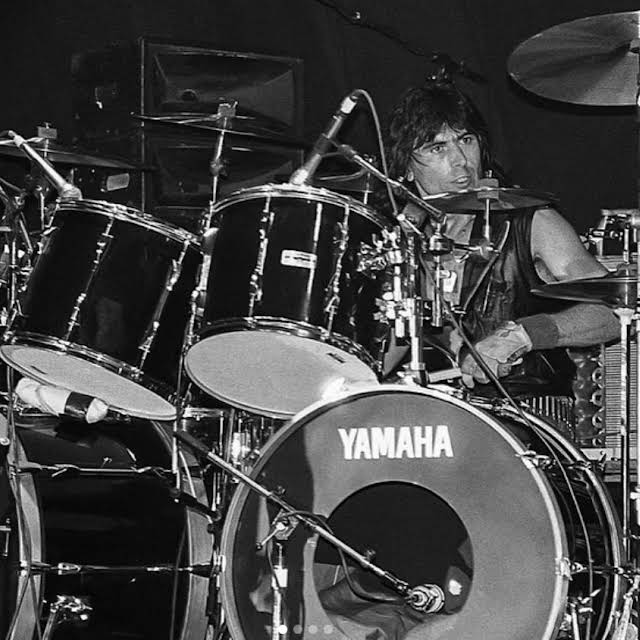
愛用したYAMAHA製ドラムセット（1984年）

デビュー後からレインボーの末期まではラディックを使用していたが、1980年代以降は生涯に渡ってYAMAHAのドラムを使用し続けていた。シンバルはパイステを使用。
スティックは18～20mm径とかなり太く重いものを使用していた。本人はギターアンプを壁のようにするリッチー・ブラックモアに対抗できるように、レインボー加入以後に太いスティックに変えたと生前のインタビューで語っている。グリップはレインボーの頃まではレギュラーグリップとマッチドグリップを使い分けていたが、晩年は専らレギュラーグリップで通すようになっていた。
1980年、レインボーの公演で来日した際、5月10日にヤマハが開催した科学技術館でのドラムセミナーでのインタビューで、ツインバスドラムの演奏について「外からは見えない部分にミュートをしている」と説明している。

## ドラム・ヒーロー
若くしてその実力を認められ、1970年代から多くのロックバンドを中心に在籍した。しかも名だたる著名なグループが主であり、セッションやレコーディングのみの仕事も数多かった。また、ドラマーとしては稀有な、ソロや冠名義のアルバムも数多く制作している。実像は職人肌で自分に正直な性分から一つの枠に納まる器ではなく、バンドを転々とした経緯から業界からは「渡り鳥」などとも言われた。
「ザ・フー」の キース・ムーンや「レッド・ツェッペリン」の ジョン・ボーナムらと並ぶ『ロック・ドラムヒーロー』の先駆者としても知られ、当時は地味だったドラマーの存在を華やかなプレイで一変させた。

## トリビュート

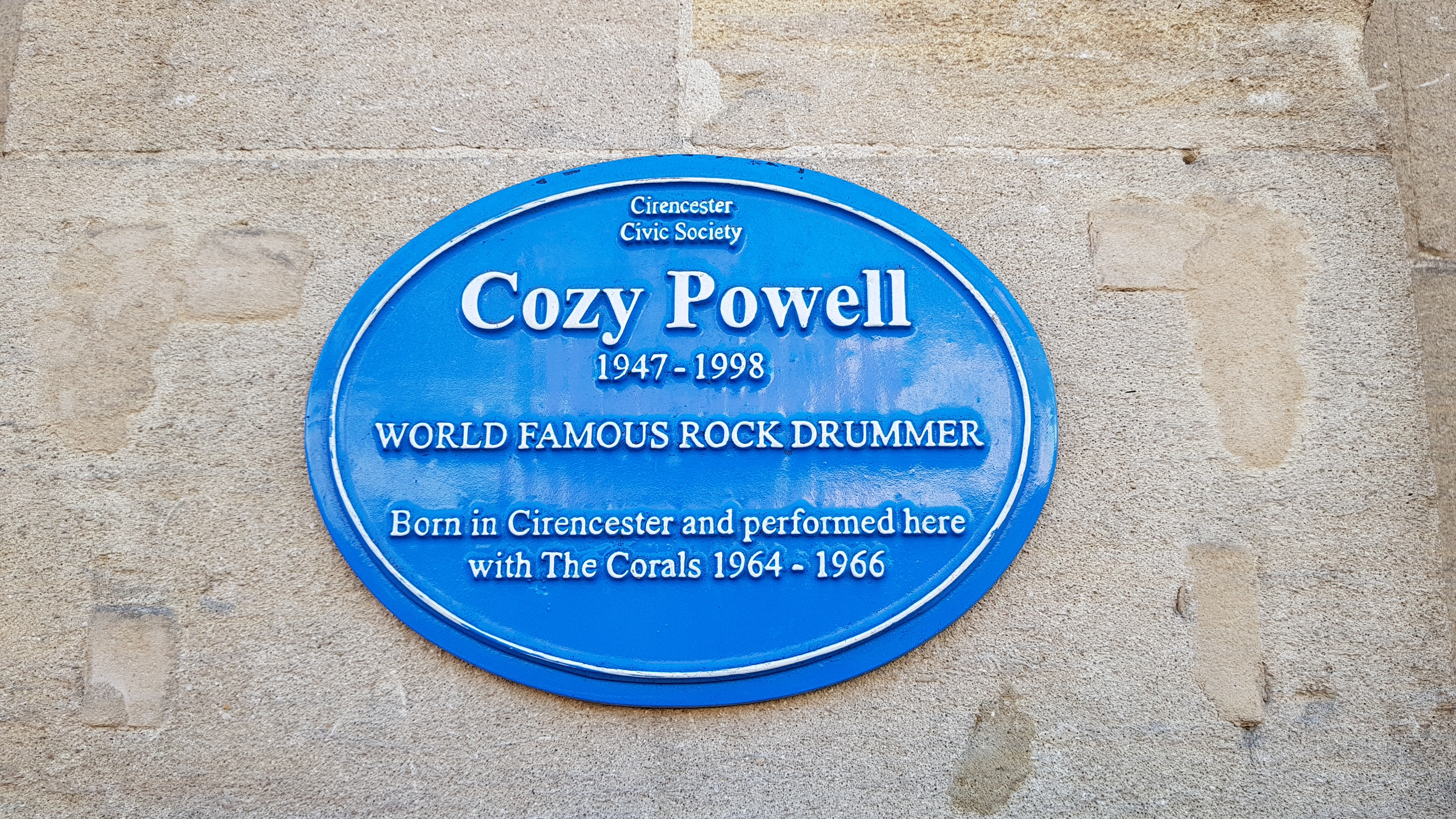
ロンドンにあるコージーの碑標

死去から20年以上たった現在でも根強いファンがいて、生前の功績を称えるセレモニーやトリビュート・ライブが各地で行われている。
2016年1月7日、イタリア人女性ピアニストの声掛けで集った生前の仲間達の下、故郷であるグロスタシャー州サイレンセスターのコーン・ホールにて、青色記念銅板（Blue Plaque）が設置された。没後18年で開催されたこの除幕式にはサイレンセスター市長マーク・ハリス、ブライアン・メイ、トニー・アイオミ、カール・パーマー、スージー・クアトロ、ニール・マーレイ、バーニー・マースデン、トニー・マーチン、テッド・マッケンナ、ポール・レイモンド、ジョー・ゲーシン、フレッド・リーなど、デビュー前から晩年に渡って音楽活動を共にした多くのアーティストが集まった。
2019年には日本でも、ファンだった有志が岡山市にてコージーを称える私設博物館を開設し話題となっている。

## 所属バンド
ソロ/プロジェクト/冠バンド名義
- ソロ (1973年-1974年、1979年-1983年、1992年)
- コージー・パウエルズ・ハマー (1974年、1992年-1993年)
- フォースフィールド (1987年-1992年)
- ピート・ヨーク/コージー・パウエル (1987年)
- ティプトン、エントウィッスル、パウエル (1997年)

グループ
- The Sorcerers (1967年-1968年)
- Young Blood (1968年-1969年)
- The Ace Kefford Stand (1969年-1970年)
- Big Bertha (1970年)
- ジェフ・ベック・グループ (1970年-1972年)
- ベドラム (1972年-1973年)
- レインボー (1976年-1980年)
- グラハム・ボネット & the Hooligans (1980年-1981年)
- マイケル・シェンカー・グループ (1981年-1982年)
- ホワイトスネイク (1983年-1984年)
- エマーソン・レイク・アンド・パウエル (1985年-1986年)
- ブラック・サバス (1988年-1991年、1994年-1995年)
- ブライアン・メイ・バンド (1991年-1994年、1998年)
- ピーター・グリーン・スプリンター・グループ (1997年-1998年)
- イングヴェイ・マルムスティーン・バンド (1997年)
- The Snakes (1998年)

※セッション参加を除く

## ディスコグラフィ

### ソロ・アルバム
- 『オーヴァー・ザ・トップ』 - Over the Top (1979年)
- 『サンダーストーム』 - Tilt (1981年)
- 『オクトパス』 - Octopuss (1983年)
- 『ザ・ドラムス・アー・バック』 - The Drums are Back (1992年)
- Especially For You (1999年)

### フォースフィールド
- 『フォースフィールド』 - Forcefield I (1987年)
- 『フォースフィールドII - ザ・タリスマン』 - Forcefield II - The Talisman  (1988年)
- 『フォースフィールドIII - トゥ・オズ・アンド・バック』 - To Oz And Back (Forcefield III) (1989年)
- 『フォースフィールドIV - レット・ザ・ワイルド・ラン・フリー』 - Let the Wild Run Free (Forcefield IV) (1991年)
- Instrumentals (1992年) ※コンピレーション

### 連名アルバム
- Super Drumming Volume 1 (1987年) ※ピート・ヨークらと連名
- 『エッジ・オブ・ザ・ワールド』 - Edge of the World (2006年) ※ティプトン、エントウィッスル、パウエル名義

### グループ名義
ジェフ・ベック・グループ
- 『ラフ・アンド・レディ』 - Rough and Ready (1971年)
- 『ジェフ・ベック・グループ』 - Jeff Beck Group (1972年)

ベドラム
- 『狂人どもの舞踏会』 - Bedlam (1973年)

レインボー
- 『虹を翔る覇者』 - Rising (1976年)
- 『レインボー・オン・ステージ』 - On Stage (1977年)
- 『バビロンの城門』 - Long Live Rock 'n' Roll (1978年)
- 『ダウン・トゥ・アース』 - Down to Earth (1979年)
- 『ファイナル・ヴァイナル』 - Finyl Vinyl (1986年)
- 『虹色魔宴 - ライヴ・イン・ジャーマニー1976』 - Live in Germany 1976 (1990年)
- 『ライヴ・イン・ミュンヘン1977』 - Live in Munich 1977 (2006年)
- 『ライブ・イン・ジャーマニー1976』 - Deutschland Tournee 1976 (2006年)
- 『モンスターズ・オブ・ロック〜ライヴ・アット・ドニントン1980』 - Monsters Of Rock: Live At Donington 1980 (2016年)

グラハム・ボネット
- 『孤独のナイト・ゲームス』 - Line Up (1981年)

マイケル・シェンカー・グループ
- 『神話』 - MSG (1981年)
- 『飛翔伝説 MSG武道館ライヴ』 - One Night at Budokan (1981年)

ホワイトスネイク
- 『スライド・イット・イン』 - Slide It In (1984年)

エマーソン・レイク・アンド・パウエル
- 『エマーソン・レイク・アンド・パウエル』 - Emerson, Lake & Powell (1986年)
- 『ライヴ・イン・コンサート』 - Live In Concert (2010年)

ブラック・サバス
- 『ヘッドレス・クロス』 - Headless Cross (1989年)
- 『ティール』 - Tyr (1990年)
- 『フォービドゥン』 - Forbidden (1995年)
- 『ザ・サバス・ストーンズ』 - The Sabbath Stones (1996年) ※コンピレーション

ブライアン・メイ
- 『バック・トゥ・ザ・ライト〜光にむかって〜』 - Back to the Light (1992年)
- 『ライブ・アット・ブリクストン・アカデミー』 - Live At The Brixton Academy (1994年) ※ライブ
- 『アナザー・ワールド』 - Another World (1998年)
- 『レッド・スペシャル / ジャパン・ツアー・ミニ・アルバム』 - Red Special (1998年) ※ミニ・アルバム

ピーター・グリーン
- 『スプリンター・グループ』 - Splinter Group (1997年)

イングヴェイ・マルムスティーン
- 『フェイシング・ジ・アニマル』 - Facing the Animal (1997年)

客演/その他
- エド・ウェルチ : Clowns (1971年)
- ハーベイ・アンドリューズ : A Writer of Songs (1972年)
- ジュリー・フェリックス : Clotho's Web (1972年)
- ドノヴァン : Cosmic Wheels (1973年)
- チック・チャーチル : You and Me (1973年)
- マレー・ヘッド : Nigel Lived (1973年)
- トニー・アシュトン / ジョン・ロード : First of the Big Bands (1974年)
- Various Artists : Peter & The Wolf (1975年)
- ピーター・サーステット : Every Word You Say (1975年)
- ボブ・サーガーント : The First Starring Role (1975年)
- ホット・チョコレート : Fourteen Greatest Hits (1976年)
- バーニー・マースデン : And About Time Too (1979年)
- バーニー・マースデン : Look At Me Now (1981年)
- ヤング・アンド・ムーディー・バンド : Don't do that (1981年)
- ジョン・ロード : Before I Forget (1982年)
- ロバート・プラント : Pictures At Eleven (1982年)
- フェノメナ : Phenomena (1985年)
- ロジャー・ダルトリー : Under a Raging Moon (1985年)
- ボーイズ・ドント・クライ : Who the Am Dam (1987年)
- サンネ・サロモンセン : Sanne Salomonsen (1987年)
- ウォーロック : Triumph and Agony (1987年)
- シンデレラ : 『ロング・コールド・ウィンター』 - Long Cold Winter (1988年)
- ジェイムス・ダービー : Southern Region Breakdown (1988年)
- ドン・エイリー : 『K2—栄光と悲劇の物語—』 - K2: Tales of Triumph and Tragedy (1988年)
- ゲイリー・ムーア : 『アフター・ザ・ウォー』 - After the War (1989年)
- ミニット・バイ・ミニット : Timewatch (1989年)
- Various Artists : The Music of Jimi Hendrix (1995年)
- グレン・ティプトン : Baptizm of Fire (1997年)
- S.A.S.バンド : SAS Band (1997年)
- トニー・マーティン : Scream (2005年)